# Stunde
Die Stunde (von althochdeutsch stunta ‚Stehen‘, ‚Aufenthalt‘, ‚feststehender Zeitpunkt‘, ‚kurzer Zeitraum‘, ‚Stunde‘) bezeichnet den vierundzwanzigsten Teil eines Tages. Neben einer Teilung in 24 gleiche Teile gibt es auch andere Stundenbegriffe.
Das Einheitenzeichen ist h, vgl. französisch heure, Latein/spanisch/portugiesisch hora, englisch hour.  Umgangssprachlich ist die Abkürzung Std. üblich.
Zur genauen Unterscheidung einer Stunde (mit 60 Minuten) z. B. von einer Unterrichtsstunde (mit häufig 45 Minuten) wird auch von einer Zeitstunde gesprochen.

## Die Maßeinheit Stunde
Die Stunde ist eine Einheit der Zeit. Das Einheitenzeichen ist h. Die Stunde gehört zwar nicht zum Internationalen Einheitensystem (SI), ist zum Gebrauch mit dem SI aber zugelassen. Dadurch ist sie eine gesetzliche Maßeinheit. Aufgrund der nichtdezimalen Unterteilung ist bei wissenschaftlichen Berechnungen zuerst eine Umrechnung in Sekunden erforderlich.
1 Stunde = 60 Minuten = 3600 (SI)-Sekunden
Da heutige Atomuhren die Zeit sehr genau messen können und die Rotationsgeschwindigkeit der Erde variiert, wurde die Stunde neu definiert über eine Sekunde, die Atomzeit mit astronomischer Universalzeit verbindet.

## Stundenzählung und -teilung
Die 24-Stunden-Zählung eines ganzen Tages ist erstmals im Alten Ägypten bezeugt und fand später unter anderem in der griechischen Antike um das dritte vorchristliche Jahrhundert Anwendung, wo sich das 24-Stunden-System aus dem Winkelmaß ableitete. Von dort verbreitete sie sich schon bis zur Zeitenwende über die ganze (alte) Welt.
Im Laufe der Geschichte wurden verschiedene Verfahren zur Stundenzählung, also der Nummerierung, verwendet:
- Bei der altägyptischen Stundenzählung gilt – wie auch bei der im Mittelalter auf den Stundengebeten beruhenden Zählung – der Sonnenaufgang als Beginn der ersten Tagesstunde; der Sonnenuntergang als das Ende der zwölften Tagesstunde sowie die Abenddämmerung als erste Nachtstunde und die Morgendämmerung als zwölfte Nachtstunde
- Bei der babylonischen Stundenzählung (griechische Stunden) gilt der Sonnenaufgang als Beginn der ersten Stunde.
- Bei der italienischen Stundenzählung (auch böhmische oder Große Uhr) beginnt die erste Stunde bei Sonnenuntergang. Die Stunden wurden von 1 bis 24 durchgezählt.
- Bei der modernen 12-Stunden-Zählung (Kleine Uhr, bürgerliche Stunden) beginnt die Stundenzählung um Mitternacht und Mittag; die Stunden werden von 1 bis 12 hochgezählt. Die beiden Halbtage zu 12 Stunden werden ante meridiem (A.M., „vor Mittag“) und post meridiem (P.M., „nach Mittag“) genannt.
- Bei der modernen 24-Stunden-Zählung (astronomische Stunden) beginnt die Stundenzählung um Mitternacht, die Stunden werden von 1 bis 24 hochgezählt.
- Beim julianischen Datum der Astronomen beginnt die Stundenzählung am Mittag.

Als volle Stunde bezeichnet man den Beginn der Minute Eins, also beispielsweise 08:00:00; es wird auch „Schlag acht“ genannt. Der Begriff kommt daher, dass (im obigen Beispiel) „die achte Stunde voll“ wird. Daraus abgeleitet sind die verbreiteten Stundenteilungen halbe Stunde, Viertelstunde, und die Zeitangaben (chronologisch)
„viertel acht“ (07:15), „halb acht“ (07:30), „dreiviertel acht“ oder „viertel vor acht“ (07:45) und „viertel nach acht“ (08:15).

## Andere Definitionen der Länge der Stunde

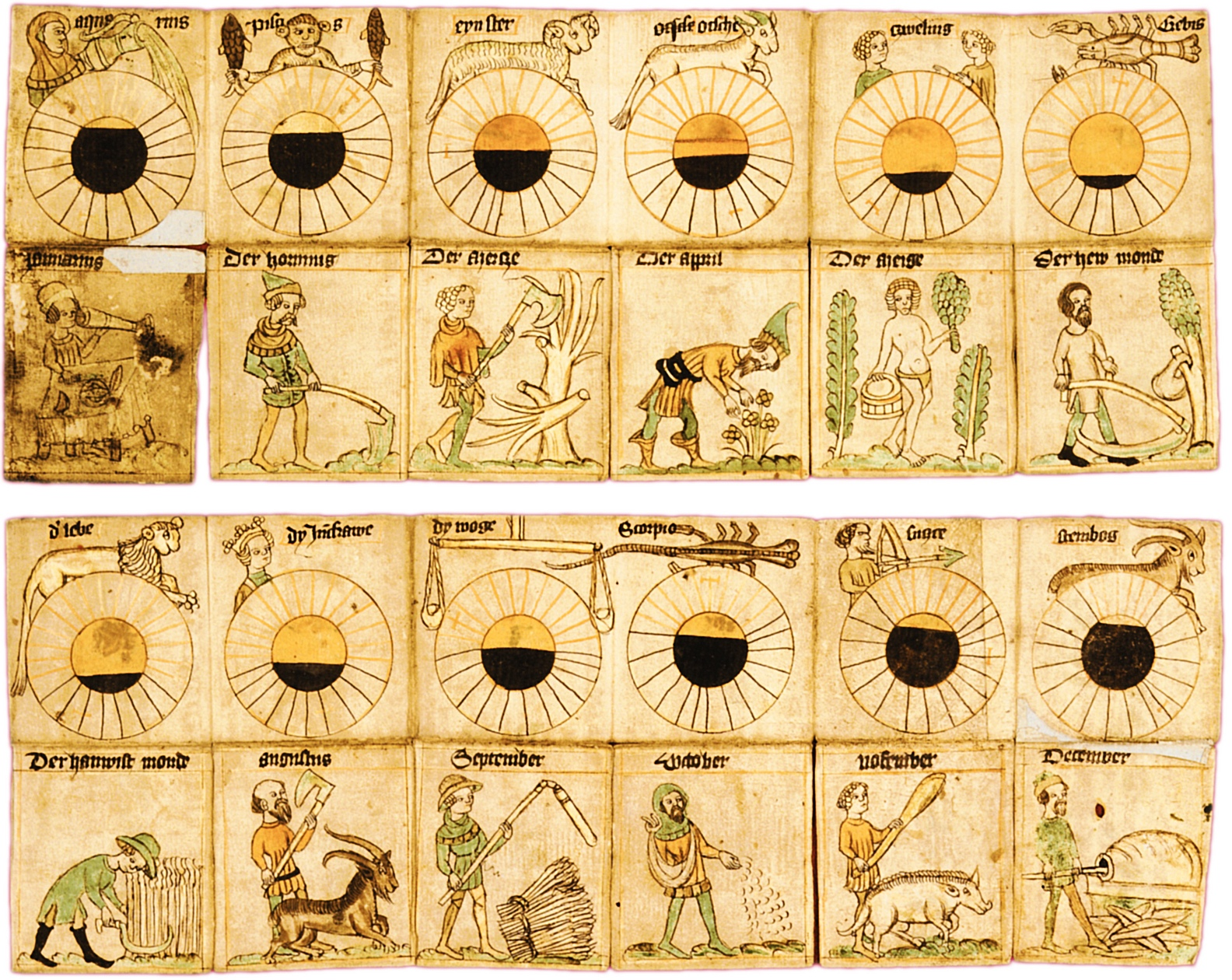
Faltbarer Taschenkalender (ca. 1400; SBB-PK, Lib. Pic. A 72) – kompletter Monatsbilderzyklus mit Tierkreiszeichen und Verzeichnis der Stunden mit Tageslicht je Monat.

Der Begriff Stunde wird – neben dem heutigen physikalisch-chronometrischen Begriff – auch verwendet für die historischen chronologischen und astronomischen Zeitsysteme:
- Äquale Stunden: Eine Stundenlänge unterliegt eigenen Definitionen und ist nicht an eine 24-Stundeneinteilung gebunden.
- Temporale Stunden (römische Stunden): Der Tagbogen des lichten Tages (Sonnenauf- bis Sonnenuntergang) wurde in zwölf Teile gegliedert und entsprechend auf die Nacht übertragen. Durch die unterschiedliche Länge von Tag und Nacht im Jahreslauf ändern sich auch die Stundenlängen (zwischen 30 und 90 Minuten) kontinuierlich.
  - Bei den horae canonicae ergab sich ein Beginn der 1. Stunde des Tages (Prime) zwischen 3 Uhr und 9:30 Uhr morgens und der 1. Stunde der Nacht zwischen 15 Uhr und 21:30 Uhr. Der englische Ausdruck afternoon bezieht sich auf die 9. Stunde (None), welche seit etwa 1300 um 12 Uhr mittags schlägt.[6]
- Saisonale Stunden: Ähnlich der temporalen Stunden ist der Tag und die Nacht in Zeitabschnitte von schwankender Dauer eingeteilt, weicht aber von einer durchgehenden 24-Stunden-Teilung ab.
- Äquinoktiale Stunde: Eine äquinoktiale Stunde ist der vierundzwanzigste Teil des Sonnentages und von dem sich jahreszeitlich ändernden Tag- und Nachtbogen unabhängig.